# Carl Gustaf Eickstedt d'Albedyhll
Carl Gustaf Eickstedt d'Albedyhll, född 26 juli 1800 i Nyköping, död 23 februari 1856, var en svensk friherre och hovman.

## Biografi
Carl Gustaf Eickstedt d'Albedyhll föddes 1800 i Nyköping. Han var son till ministern friherre Gustaf d'Albedyhll och grevinnan Eleonora Charlotta Wrangel. d'Albedyhll blev 2 februari 1829 sekreterare i kabinettet för utrikes brevväxling och 1819 kammarjunkare. Han blev i maj 1821 sekreterare hos riksståthållaren i Norge och 4 juli 1823 kammarherre. d'Albedyhll blev 10 maj 1825 sekreterare i kabinettet, 8 oktober 1828 underceremonimästare, 11 augusti 1829 ceremonimästare och 21 augusti 1831 överceremonimästare. Han blev 28 januari 1832 registrator vid Kunglig Majestäts Orden och riddare av Nordstjärneorden och blev 10 maj 1832 vice ordförande i Övre borgrätten. d'Albedyhll blev 31 januari 1833 ledamot av Kungliga nordiska fornskriftssällskapet i Köpenhamn och 27 mars 1837 föredragande för hovärendena. Han utnämndes 1837 till kommendör av grekiska Frälsarorden, var 1 september 1837 ledamot i allmänna ärendenas beredning, tog avsked 1837 från kabinettet, blev 11 maj 1838 överofficiant vid Kunglig Majestäts Orden och utnämndes sistnämnda datum till kommendör med stora korset av Nordstjärneorden. Han tog avsked 12 juni 1843 som överceremonimästarbefattningen och 3 juli 1843 från överofficiantsbefattningen. d'Albedyhll avled 1856.

### Familj
d'Albedyhll gifte sig 1 maj 1823 i Kristiania med Susanna Christiana von Sundt (1798–1855), som var dotter till överstelöjtnanten Michaël Andreas von Sundt och Catharina Winge-Grüner. De fick tillsammans barnen löjtnanten Carl Johan Gustaf d'Albedyhll (1824–1858), Eleonora Charlotta Catharina d'Albedyhll (1825–1828), Sofia Carolina Maria d'Albedyhll (1827–1828), Catharina Charlotta Sofia d'Albedyhll (1829–1830), kaptenen Mikael Christer Carl d'Albedyhll (1832–1898) och Josefina d'Albedyhll (1836–1852).